# Timothy E. Wirth
Timothy E. Wirth (Santa Fe, 1939. szeptember 22. –) az Amerikai Egyesült Államok szenátora (Colorado, 1987–1993).